# Sándor Tarics
Sándor Gyula Tarics (Budapest, 23 settembre 1913 – San Francisco, 21 maggio 2016) è stato un pallanuotista ungherese, vincitore di una medaglia d'oro all'olimpiade di Berlino 1936.
Nel 1948 emigrò negli Stati Uniti.
Dal 2012 fino al suo decesso, avvenuto nel 2016 all'età di 102 anni, è stato  il più vecchio atleta medaglia d'oro olimpica vivente.